# Garrett Keast
Garrett Keast (* 6. Dezember 1971 in Houston) ist ein US-amerikanischer Dirigent.

## Wirken
Garrett Keast traf in Houston auf Christoph Eschenbach, der sein Talent erkannte. Es folgte ein Studium in New York, wo er mit dem Bruno Walter Career Development Grant ausgezeichnet wurde. Im Anschluss übernahm er Positionen als Assistenzdirigent an der Opéra National de Paris, der Wiener Staatsoper und an der Deutschen Oper in Berlin, wo er seither heimisch ist.
Er dirigierte das Deutsche Symphonie-Orchester Berlin, das SWR Symphonieorchester, das MDR Sinfonieorchester Leipzig, das Philharmonische Staatsorchester Hamburg, die Bamberger Symphoniker, das Orchestre de Paris, das Orchestre Philharmonique de Strasbourg, das Royal Danish Orchestra und die Prager Philharmoniker, das Wiener Tonkünstler-Orchester, das Rundfunk-Sinfonieorchester Berlin, das Philharmonische Staatsorchester Hamburg und die Staatsphilharmonie Rheinland-Pfalz.
Keast ist Gastdirigent des Hamburg Ballett unter der künstlerischen Leitung von John Neumeier in der Staatsoper und bei internationalen Gastspielen. Des Weiteren hatte er die musikalische Leitung bei Aufführungen des Finnischen National-Ballett und dem Kongelige Ballet in Dänemark. Er war wiederholt Gastdirigent beim Aspen Music Festival. Mit dem Tonali-Orchester widmet er sich der Förderung des musikalischen Nachwuchses.

### Berlin Academy of American Music
Keast gründete im Jahr 2021 die Berlin Academy of American Music (BAAM), ein Kammerorchester, das sich Werken mit nordamerikanischen Bezügen widmet und sich dabei dem kulturellen Austausch verpflichtet. Mit den Solisten Stathis Karapanos und Chen Reiss spielte er im Teldex Studio in Berlin das Album Transatlantic ein, das bei Onyx in London erschien. Eine erste Aufführung des Repertoires fand in der Elbphilharmonie in Hamburg statt.

## Privatleben
Keast ist verheiratet. Er ist Vater von zwei Kindern und lebt in Berlin.